# 范棠
范棠（1914年—），男，江苏无锡人，中国航空非金属材料科学家。1936年毕业于交通大学化学系，1949年获美国北卡罗来纳州立大学化学硕士学位。曾任贵阳开明工业社总经理，中国航空研究院航空材料研究所高级工程师、科长、研究室主任、副所长。其长期致力于航空橡胶、复合材料、结构胶粘剂等航空非金属材料的研究发明，并获得多项成果。